# Madagaskarvadarsvala
Madagaskarvadarsvala (Glareola ocularis) är en hotad vadarfågel i familjen vadarsvalor som enbart häckar på Madagaskar.

## Utseende
Madagaskarvadarsvalan är en relativt liten och bjärt färgad vadarsvala med en kroppslängd på 25 centimeter. Som andra vadarsvalor är den klykstjärtad och tärnlik. Ovansidan är mörkt olivbrun, undersidan av vingen och buken kastanjefärgad medan nedre delen av buken, undergumpen och övergumpen är vit. Örontäckarna och tygeln är svart och från mungipan, under ögat och vidare går en vit linje. Kastanjefärgen på undersidan samt en något större storlek skiljer madagaskarvadarsvalan från den närbesläktade afrikanska klippvadarsvalan.

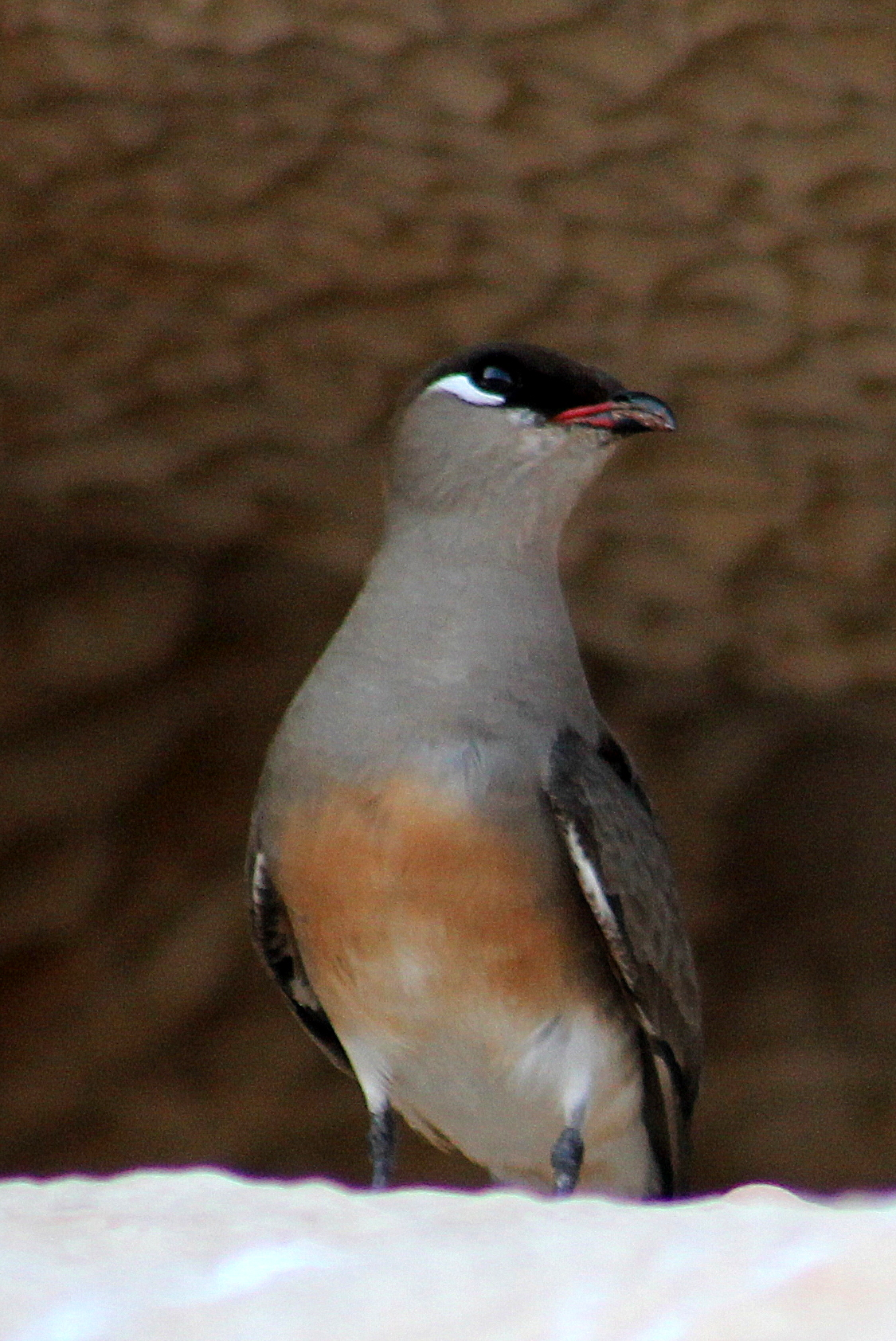

## Läte
Från madagaskarvadarsvalan hörs hårda och vassa, upprepade ljud som i engelsk litteratur återges som "wick-wick-wick".

## Utbredning och systematik
Fågeln häckar på Madagaskar förutom längst i sydväst och övervintrar i Afrika från Somalias kust till norra Moçambique. Den häckar huvudsakligen på östra Madagaskar november till januari och flyttar sedan västerut där den samlas i stora flockar innan den tar sig över till Östafrikas kust för övervintring. Vissa övervintringsplatser samlar ett stort antal individer, exempelvis Tanaflodens delta i Kenya. Den behandlas som monotypisk, det vill säga att den inte delas in i några underarter.

## Ekologi
Madagaskarvadarsvalan är mest aktiv i skymingen. Liksom övriga vadarsvalor lever den huvudsakligen av insekter, framför allt nätvingar, steklar, och skalbaggar, som den fångar i luften. Den är sällskaplig och ses ofta flockvis. Även häckningen sker i grupp, ofta i lösa kolonier med mellan tio och 50 fåglar på klippöar mellan november och januari, i floder, i saltträsk och i klippiga kusttrakter. Boet är en hålighet i berget som fodrats med uppstötta insektsskal. Efter häckningen ses den vanligen i kustnära våtmarker, men också gräsmarker.

## Status och hot
Internationella naturvårdsunionen IUCN listar arten som nära hotad baserat på en liten population som tros minska till följd av tryck på vadarsvalans våtmarksmiljöer. Beståndet uppskattas till mellan 3 300 och 6 700 vuxna individer.